# Trox perrisii
Trox perrisii är en skalbaggsart som beskrevs av Leon Fairmaire 1868. Trox perrisii ingår i släktet Trox och familjen knotbaggar. Inga underarter finns listade i Catalogue of Life.